# ザ・リーディングホテルズ・オブ・ザ・ワールド
ザ・リーディングホテルズ・オブ・ザ・ワールド（The Leading Hotels of the World、LHW）は、マーケティングやパブリック・リレーションズ、ホテル予約を目的とした、アメリカ合衆国を拠点とした世界的なホテル協会である。
ロイヤルティプログラム「リーダーズクラブ」の運営、国際規模のホテルの予約や加盟ホテルの選定を行う企業であり、ホテル運営そのものは行わない。

## 概要
2020年現在、高級ホテルやリゾートなどを中心とする世界約80か国、400軒以上の施設が加盟している。加盟には、サービス、ホスタピリティ、建物施設、経営等に独自の基準があるとされる。共通の予約システムや顧客組織を持つほか、加盟施設が掲載されたダイレクトリーを隔年発行し、顧客組織のメンバーには部屋のアップグレード等の特典を用意している。
- リーダーズクラブ

年会費175米ドル
- リーダーズクラブ アンリミテッド

年会費1,200米ドル

## 沿革
- 1928年：設立。ニューヨークに本部を設置。
- 1970年：日本支社設置。

## 加盟ホテル
設立時に北米からヨーロッパ周辺への誘客に力を入れ、ヨーロッパに加盟ホテルが多い。
- 日本
  - 帝国ホテル東京
  - パレスホテル東京[2]
  - The Okura Tokyo
  - ザ・カハラ・ホテル＆リゾート 横浜
  - フォションホテル京都（wikidata）
  - ハレクラニ沖縄[3]